# Lijst van gemeenten in het departement Cantal
Hieronder volgt een lijst van de 260 gemeenten (communes) in het Franse departement Cantal (departement 15).

## A
Allanche
- Alleuze
- Ally
- Andelat
- Anglards-de-Saint-Flour
- Anglards-de-Salers
- Anterrieux
- Antignac
- Apchon
- Arches
- Arnac
- Arpajon-sur-Cère
- Auriac-l'Église
- Aurillac
- Auzers
- Ayrens

## B
Badailhac
- Barriac-les-Bosquets
- Bassignac
- Beaulieu
- Besse
- Boisset
- Bonnac
- Brageac
- Albepierre-Bredons
- Brezons

## C
Calvinet
- Carlat
- Cassaniouze
- Cayrols
- Celles
- Celoux
- Cézens
- Chaliers
- Chalinargues
- Chalvignac
- Champagnac
- Champs-sur-Tarentaine-Marchal
- Chanterelle
- La Chapelle-d'Alagnon
- La Chapelle-Laurent
- Charmensac
- Chastel-sur-Murat
- Chaudes-Aigues
- Chaussenac
- Chavagnac
- Chazelles
- Cheylade
- Le Claux
- Clavières
- Collandres
- Coltines
- Condat
- Coren
- Crandelles
- Cros-de-Montvert
- Cros-de-Ronesque
- Cussac

## D
Deux-Verges
- Dienne
- Drugeac

## E
Escorailles
- Espinasse

## F
Le Falgoux
- Le Fau
- Faverolles
- Ferrières-Saint-Mary
- Fontanges
- Fournoulès
- Freix-Anglards
- Fridefont

## G
Giou-de-Mamou
- Girgols
- Glénat
- Gourdièges

## J
Jabrun
- Jaleyrac
- Joursac
- Jou-sous-Monjou
- Junhac
- Jussac

## L
Labesserette
- Labrousse
- Lacapelle-Barrès
- Lacapelle-del-Fraisse
- Lacapelle-Viescamp
- Ladinhac
- Lafeuillade-en-Vézie
- Landeyrat
- Lanobre
- Lapeyrugue
- Laroquebrou
- Laroquevieille
- Lascelle
- Lastic
- Laurie
- Lavastrie
- Laveissenet
- Laveissière
- Lavigerie
- Leucamp
- Leynhac
- Leyvaux
- Lieutadès
- Lorcières
- Loubaresse
- Lugarde

## M
Madic
- Malbo
- Mandailles-Saint-Julien
- Marcenat
- Marchastel
- Marcolès
- Marmanhac
- Massiac
- Mauriac
- Maurines
- Maurs
- Méallet
- Menet
- Mentières
- Molèdes
- Molompize
- La Monselie
- Montboudif
- Montchamp
- Le Monteil
- Montgreleix
- Montmurat
- Montsalvy
- Montvert
- Mourjou
- Moussages
- Murat

## N
Narnhac
- Naucelles
- Neussargues-Moissac
- Neuvéglise
- Nieudan

## O
Omps
- Oradour

## P
Pailherols
- Parlan
- Paulhac
- Paulhenc
- Pers
- Peyrusse
- Pierrefort
- Pleaux
- Polminhac
- Pradiers
- Prunet

## Q
Quézac

## R
Rageade
- Raulhac
- Reilhac
- Rézentières
- Riom-ès-Montagnes
- Roannes-Saint-Mary
- Roffiac
- Rouffiac
- Le Rouget
- Roumégoux
- Rouziers
- Ruynes-en-Margeride

## S
Saignes
- Saint-Amandin
- Sainte-Anastasie
- Saint-Antoine
- Saint-Bonnet-de-Condat
- Saint-Bonnet-de-Salers
- Saint-Cernin
- Saint-Chamant
- Saint-Cirgues-de-Jordanne
- Saint-Cirgues-de-Malbert
- Saint-Clément
- Saint-Constant
- Saint-Étienne-Cantalès
- Saint-Étienne-de-Carlat
- Saint-Étienne-de-Maurs
- Saint-Étienne-de-Chomeil
- Sainte-Eulalie
- Saint-Flour
- Saint-Georges
- Saint-Gérons
- Saint-Hippolyte
- Saint-Illide
- Saint-Jacques-des-Blats
- Saint-Julien-de-Toursac
- Saint-Just
- Saint-Mamet-la-Salvetat
- Saint-Marc
- Saint-Marie
- Saint-Martial
- Saint-Martin-Cantalès
- Saint-Martin-sous-Vigouroux
- Saint-Martin-Valmeroux
- Saint-Mary-le-Plain
- Saint-Paul-des-Landes
- Saint-Paul-de-Salers
- Saint-Pierre
- Saint-Poncy
- Saint-Projet-de-Salers
- Saint-Rémy-de-Chaudes-Aigues
- Saint-Santin-Cantalès
- Saint-Santin-de-Maurs
- Saint-Saturnin
- Saint-Saury
- Saint-Simon
- Saint-Urcize
- Saint-Victor
- Saint-Vincent-de-Salers
- Salers
- Salins
- Sansac-de-Marmiesse
- Sansac-Veinazès
- Sauvat
- La Ségalassière
- Ségur-les-Villas
- Sénezergues
- Sériers
- Siran
- Soulages
- Sourniac

## T
Talizat
- Tanavelle
- Teissières-de-Cornet
- Teissières-lès-Bouliès
- Les Ternes
- Thiézac
- Tiviers
- Tournemire
- Trémouille
- La Trinitat
- Le Trioulou
- Trizac

## U
Ussel

## V
Vabres
- Valette
- Valjouze
- Valuéjols
- Le Vaulmier
- Vebret
- Védrines-Saint-Loup
- Velzic
- Vernols
- Veyrières
- Vézac
- Vèze
- Vezels-Roussy
- Vic-sur-Cère
- Vieillespesse
- Vieillevie
- Le Vigean
- Villedieu
- Virargues
- Vitrac

## Y
Ydes
- Yolet
- Ytrac